# 鳥居聡
鳥居 聡（とりい さとし、1955年 - ）は、日本の土木技術系地方公務員。神戸市都市計画総局長、神戸市副市長、神戸すまいまちづくり公社理事長、雲井通５丁目再開発（株）代表取締役社長、（株）神戸商工貿易センター代表取締役社長などを歴任。
元神戸市港湾局長の鳥居幸雄の子息にあたる。
1981年（昭和56年）3月東北大学大学院工学研究科土木工学専攻修了、1981年（昭和56年）4月神戸市役所入職。
企画調整局企画調整部主幹、建設局西部建設事務所管理課長、建設局道路部主幹、建設局道路部工務課長、建設局中部建設事務所長、都市計画総局計画部長を歴任後、2012年4月に井澤元博の後任として都市計画総局長、2013年11月 玉田敏郎とともに神戸市副市長就任。
2017年11月 神戸市副市長退任。
2018年1月 神戸すまいまちづくり公社理事長、2022年4月 （株）神戸商工貿易センター代表取締役社長。